# Johanna Olbrich
Johanna Olbrich (alias Sonja Lüneburg, * 26. Oktober 1926 in Lauban; † 18. Februar 2004 in Bernau bei Berlin) war eine Spionin des Ministeriums für Staatssicherheit (MfS) der DDR in der Bundesrepublik. Sie arbeitete als Sekretärin für den FDP-Bundestagsabgeordneten William Borm (IM „Olaf“), den FDP-Generalsekretär Karl-Hermann Flach und Bundeswirtschaftsminister Martin Bangemann (FDP).

## Leben
In der DDR war Johanna Olbrich zunächst Lehrerin und übernahm dann die Leitung einer Schule. 1963 trat sie in die Hauptverwaltung A (HVA) des MfS ein. Die HVA entsandte sie 1967 über Frankreich in die Bundesrepublik. Ausgestattet war sie mit der Legende der realen West-Berliner Friseurin Sonja Lüneburg, die 1966 in die DDR übergesiedelt war und die die Staatssicherheit in eine psychiatrische Klinik einliefern ließ und mit Spritzen, Tabletten und Elektroschocks zum Psychowrack machte. 1969 wurde Olbrich in Bonn Sekretärin beim FDP-Bundestagsabgeordneten William Borm, der seinerseits Einflussagent des MfS war. Von der MfS-Verbindung des jeweils anderen wussten sie nichts. Nachdem Borm sein Bundestagsmandat verloren hatte, wechselte sie in die FDP-Parteizentrale. Dort saß sie im Vorzimmer des FDP-Generalsekretärs Karl-Hermann Flach und nach dessen Tod ab 1973 bei dessen Nachfolger Martin Bangemann.
Als Bangemann Europaparlamentarier wurde, blieb Olbrich auch in Straßburg seine Sekretärin und leitete von Bonn aus den Europawahlkampf. 1984 folgte sie ihm in das Bundeswirtschaftsministerium und saß im Vorzimmer des Ministerbüros. Mit einer Miniaturkamera fotografierte sie über Jahre hinweg große Mengen Akten. Zusätzlich entstanden hand- oder maschinenschriftliche Berichte, die sie zum Zwecke des einfacheren Transports ebenfalls abfotografierte. Etwa zwei bis drei Filme à 36 Bilder wurden pro Monat in ein Kuvert verpackt und auf der Toilette eines Zuges nach Osten geschleust. Das Verhältnis der Spionin zum FDP-Politiker Bangemann war sehr eng. Beide duzten sich und Olbrich begleitete die Familie Bangemann auf Segeltörns ins Mittelmeer.
Nachdem Olbrich 1985 auf einer Rückreise aus der DDR über die sogenannte Südroute aus Unachtsamkeit ihre Handtasche mit einem gefälschten Pass in einem römischen Taxi hatte liegen lassen, zog sie das MfS aus der Bundesrepublik zurück. Ihr überraschendes und spurloses Verschwinden hinterließ zwar den Verdacht, Agentin gewesen zu sein, blieb aber ungeklärt. In der DDR lebte Olbrich fortan in einer Plattenbauwohnung in Bernau bei Berlin, erhielt eine Prämie von 10.000 DDR-Mark sowie insgesamt zehn Orden und Ehrenzeichen.
Im wiedervereinigten Deutschland von einem ehemaligen Mitarbeiter des MfS enttarnt, wurde sie am 11. Juni 1991 verhaftet. Sie musste für zwei Monate in Untersuchungshaft, kam dann aber auf Kaution frei. Vor dem Oberlandesgericht Düsseldorf erklärte sie, ihr habe die Überzeugung geholfen, „etwas Richtiges und Wichtiges getan zu haben“. Sie habe „den Frieden in Europa sichern wollen“. 1992 verurteilte das Gericht sie zu einer zweieinhalbjährigen Freiheitsstrafe. 1994 wurde diese nach der Revision in einer erneuten Verhandlung in eine 21-monatige Bewährungsstrafe umgewandelt.
Das Verhältnis zu Martin Bangemann blieb freundlich. Er hatte sie bereits im Gerichtssaal 1992 mit Handschlag begrüßt. Zu Weihnachten 1999 übersandte er ihr ein politisches Buch zu seinem 65. Geburtstag mit einer persönlichen Widmung.
Olbrich war Mitglied der PDS. Bis zu ihrem Tod schrieb sie ihre Memoiren, die zehn Jahre später veröffentlicht wurden. An ihrer Beisetzung in der Urnengemeinschaftsanlage für die Toten des Jahres 2004 auf dem Neuen Friedhof in Bernau bei Berlin nahmen unter anderem Markus Wolf und Werner Großmann teil.
2023 erschien eine TV-Dokumentation „Die Spioninnen“ über ihr Leben.

## Schriften
- Ich wurde Sonja Lüneburg. In: Klaus Eichner, Gotthold Schramm (Hrsg.): Kundschafter im Westen. Spitzenquellen der DDR-Aufklärung erinnern sich. Edition Ost, Berlin 2003, ISBN 3-360-01049-3[10]
- Die Topagentin: Johanna Olbrich alias Sonja Lüneburg, Edition Ost, Berlin, 2013, ISBN 978-3-360-01849-6, herausgegeben von Günter Ebert[8]